# Научни институт Вајцман
Научни институт Вајцман (енгл. מכון ויצמן למדע) је државни универзитет у Реховоту. Основан 1934. године, настао је 14 година пре оснивања Државе Израел. Разликује се од других израелских универзитета по томе што нуди искључиво постдипломске студије из природних и егзактних наука.